# Furcadesha bimaculata
Furcadesha bimaculata är en stekelart som beskrevs av Yang och Liu 2007. Furcadesha bimaculata ingår i släktet Furcadesha och familjen bracksteklar. Inga underarter finns listade i Catalogue of Life.